# Jordan Burgess
Jordan Joann Burgess (Estero, 20 luglio 1994) è un'ex pallavolista statunitense, nel ruolo di schiacciatrice.

## Carriera

### Club
La carriera di Jordan Burgess inizia a livello giovanile nella formazione del Tampa Bay Juniors, giocando in seguito parallelamente anche a livello scolastico per la Berkeley Preparatory. Dopo il diploma entra a far parte della squadra universitaria della Stanford, impegnata in NCAA Division I, dove gioca dal 2012 al 2015.
Nella stagione 2017-18 firma il suo primo contratto professionistico in Germania, difendendo i colori del Suhl, impegnato in 1. Bundesliga: al termine dell'annata si ritira dalla pallavolo giocata.

### Nazionale
Fa parte della nazionale statunitense under 18, conquistando la medaglia d'oro al campionato nordamericano 2010 e disputando il campionato mondiale 2011.

## Palmarès

### Nazionale (competizioni minori)
- Campionato nordamericano under 18 2010

### Premi individuali
- 2012 - NCAA Division I:  Berkeley regional All-Tournament Team
- 2013 - NCAA Division I: Berkeley Regional All-Tournament Team
- 2014 - All-America First Team